# Герои Социалистического Труда Коми
В настоящий список включены:
- Герои Социалистического Труда, на момент присвоения звания проживавшие на территории современной Республики Коми, — 57 человек;
- уроженцы Коми, удостоенные звания Героя Социалистического Труда в других регионах СССР, — 3 человека;
- Герои Социалистического Труда, прибывшие на постоянное проживание в Коми, — 1 человек.

Вторая и третья части списка могут быть неполными из-за отсутствия данных о месте рождения и проживания ряда Героев.
В таблицах отображены фамилия, имя и отчество Героев, должность и место работы на момент присвоения звания, дата Указа Президиума Верховного Совета СССР, отрасль народного хозяйства, место рождения, а также ссылка на биографическую статью на сайте «Герои страны». Формат таблиц предусматривает возможность сортировки по указанным параметрам путём нажатия на стрелку в нужной графе.

## История
Первым на территории современной Республики Коми стало присвоение звания Героя Социалистического Труда Указом Президиума Верховного Совета СССР от 23 июля 1957 года сотруднику Института геологии доктору геолого-минералогических наук А. А. Чернову — высшая степень отличия была присвоена ему за выдающиеся заслуги в области геологии и многолетнюю научно-педагогическую деятельность, в связи с восьмидесятилетием со дня рождения.
Подавляющее большинство Героев Социалистического Труда в республике приходится на угледобывающую промышленность — 13 человек; лесная промышленность — 12; сельское хозяйство — 8; геология — 6; строительство, транспорт — по 5; газовая, нефтедобывающая промышленность — по 2; нефтехимическая, пищевая промышленность, образование, здравоохранение — по 1.

## Лица, удостоенные звания Героя Социалистического Труда в Коми АССР
| №  | Фамилия, имя, отчество              | Даты жизни              | Деятельность | Дата присвоения | Отрасль         | Место рождения         | ГС        |
| -- | ----------------------------------- | ----------------------- | --- | --------------- | --------------- | ---------------------- | --------- |
| 1  | Андреев Вячеслав Митрофанович       | род. 20.12.1937         | Заместитель командира авиаэскадрильи Коми управления гражданской авиации Министерства гражданской авиации СССР, гор. Ухта | 13.05.1977      | транспорт       | *Ростовская область    | [ ГС 1 ]  |
| 2  | Андрущенко Алексей Фёдорович        | 08.10.1909 — 13.11.1984 | Мастер по сложным работам конторы бурения Ухтинского комбината Министерства нефтедобывающей промышленности СССР, Коми АССР | 23.05.1966      | нефтепром       | *Черниговская область  | [ ГС 2 ]  |
| 3  | Балин Николай Николаевич            | 18.12.1930 — 14.11.1998 | Генеральный директор производственного объединения «Сыктывкарский лесопромышленный комбинат имени Ленинского Комсомола» Министерства лесной, целлюлозно-бумажной и деревообрабатывающей промышленности СССР, Коми АССР                               | 22.05.1986      | леспром         | *Вологодская область   | [ ГС 3 ]  |
| 4  | Белозёров Иван Семёнович            | 08.03.1925 — 27.05.1988 | Старший буровой мастер нефтеразведочной экспедиции № 2 треста «Печорнефтегазразведка» Министерства геологии РСФСР, гор. Ухта Коми АССР | 20.04.1971      | геология        | *Башкортостан          | [ ГС 4 ]  |
| 5  | Бронников Юрий Петрович             | 26.04.1937 — 08.07.2013 | Горнорабочий очистного забоя шахты «Северная» имени 50-летия СССР производственного объединения «Воркутауголь» Министерства угольной промышленности СССР, Коми АССР                                                                                  | 12.05.1977      | углепром        | *Кабардино-Балкария    | [ ГС 5 ]  |
| 6  | Бухтин Василий Васильевич           | 24.08.1918 — 26.09.2001 | Начальник шахты № 20 комбината «Воркутауголь» Министерства угольной промышленности СССР, Коми АССР | 29.06.1966      | углепром        | *Тульская область      | [ ГС 6 ]  |
| 7  | Вежова Октябрина Михайловна         | 07.02.1932 — 06.02.2011 | Звеньевая молочно-овощного совхоза «Сыктывкарский» Сыктывдинского района Коми АССР | 10.03.1976      | сельхоз         | Усть-Куломский район   | [ ГС 7 ]  |
| 8  | Волков Иван Михайлович              | 01.01.1926 — 02.07.2006 | Электросварщик специализированного управления № 6 сварочно-монтажного треста Министерства газовой промышленности СССР, Коми АССР | 30.03.1971      | газпром         | *Калужская область     | [ ГС 8 ]  |
| 9  | Денисов Егор Лазаревич              | 07.01.1929 — 26.05.2009 | Вальщик леса Троицко-Печорского леспромхоза Министерства лесной и деревообрабатывающей промышленности СССР, Коми АССР | 07.05.1971      | леспром         | Печорский район        | [ ГС 9 ]  |
| 10 | Доронин Александр Фёдорович         | 04.08.1926 — 03.06.1995 | Старший машинист паровозного депо Сосногорск Печорской железной дороги, Коми АССР | 01.08.1959      | транспорт       | Удорский район         | [ ГС 10 ] |
| 11 | Дымова Евдокия Васильевна           | 10.03.1922 — 27.04.2009 | Доярка совхоза «Мутницкий» Прилузского района Коми АССР | 23.12.1976      | сельхоз         | Прилузский район       | [ ГС 11 ] |
| 12 | Закиматов Борис Алексеевич          | род. 13.07.1933         | Бригадир плотников-бетонщиков строительного управления № 9 треста «Комипромжилстрой» Министерства строительства предприятий тяжёлой индустрии, Коми АССР                                                                                             | 05.04.1971      | строительство   | *Ярославская область   | [ ГС 12 ] |
| 13 | Злобин Леонид Петрович              | 12.03.1922 — 20.03.2012 | Командир корабля Ан-10 Сыктывкарского авиаотряда гражданской авиации Министерства гражданской авиации СССР, Коми АССР | 28.04.1966      | транспорт       | *Кировская область     | [ ГС 13 ] |
| 14 | Изъюрова Раиса Дмитриевна           | 14.06.1914 — 20.07.2013 | Каменщица строительного управления № 1 треста «Комистрой» Коми совнархоза, гор. Сыктывкар | 09.08.1958      | строительство   | Корткеросский район    | [ ГС 14 ] |
| 15 | Канев Степан Александрович          | 21.06.1931 — 02.03.2003 | Вальщик леса Сторожевского леспромхоза Министерства лесной и деревообрабатывающей промышленности СССР, Корткеросский район Коми АССР | 07.05.1971      | леспром         | Корткеросский район    | [ ГС 15 ] |
| 16 | Каракчиева Павла Михайловна         | 23.02.1920 — 1996       | Пекарь-мастер Сыктывкарского хлебокомбината Министерства пищевой промышленности РСФСР, Коми АССР | 26.04.1971      | пищепром        | Корткеросский район    | [ ГС 16 ] |
| 17 | Карманов Александр Фёдорович        | 18.01.1931 — 20.08.1994 | Бригадир горнорабочих очистного забоя шахты № 7 треста «Востокуголь» комбината «Воркутауголь» Министерства угольной промышленности СССР, Коми АССР                                                                                                   | 29.06.1966      | углепром        | *Пензенская область    | [ ГС 17 ] |
| 18 | Коданёва Капитолина Павловна        | 09.05.1935 — 04.06.1972 | Мастер машинного доения государственной сельскохозяйственной опытной станции, Сыктывдинский район Коми АССР | 22.03.1966      | сельхоз         | Сыктывкар              | [ ГС 18 ] |
| 19 | Колегов Егор Андреевич              | 31.01.1928 — 16.11.1981 | Бригадир комплексной бригады Ясногского леспромхоза Министерства лесной, целлюлозно-бумажной и деревообрабатывающей промышленности СССР, Коми АССР                                                                                                   | 17.09.1966      | леспром         | Сыктывдинский район    | [ ГС 19 ] |
| 20 | Коснырев Владимир Петрович          | 11.09.1939 — 09.1987    | Бурильщик Вуктыльского газопромыслового управления производственного объединения «Комигазпром» Министерства газовой промышленности СССР, Коми АССР                                                                                                   | 27.05.1982      | газпром         | Прилузский район       | [ ГС 20 ] |
| 21 | Кремс Андрей Яковлевич              | 21.07.1899 — 31.05.1975 | Главный геолог, заместитель начальника управления по науке Ухтинского территориального геологического управления Министерства геологии РСФСР, доктор геолого-минералогических наук, Коми АССР                                                        | 16.06.1969      | геология        | *Азербайджан           | [ ГС 21 ] |
| 22 | Кузьмин Василий Андреевич           | 25.08.1930 — 08.11.2010 | Бригадир проходчиков горных выработок шахты № 40 комбината «Воркутауголь» Министерства угольной промышленности СССР, Коми АССР | 30.03.1971      | углепром        | *Ставропольский край   | [ ГС 22 ] |
| 23 | Курских Василий Григорьевич         | род. 04.08.1933         | Директор шахты «Воргашорская» производственного объединения «Воркутауголь» Министерства угольной промышленности СССР, Коми АССР | 03.03.1980      | углепром        | *Курская область       | [ ГС 23 ] |
| 24 | Лихачёв Генрих Алексеевич           | 29.05.1931 — 22.02.1984 | Буровой мастер конторы разведочного бурения треста «Печорнефтегазразведка» Коми совнархоза | 19.03.1959      | геология        | Прилузский район       | [ ГС 24 ] |
| 25 | Любименко Пелагея Фёдоровна         | 22.08.1921 — 01.03.2007 | Бригадир совхоза «Сыктывкарский» Сыктывдинского района Коми АССР | 08.04.1971      | сельхоз         | *Волгоградская область | [ ГС 25 ] |
| 26 | Маркова Полина Степановна           | 25.12.1922 — 31.10.1993 | Директор средней школы № 4 гор. Сыктывкар Коми АССР | 01.07.1968      | образование     | *Воронежская область   | [ ГС 26 ] |
| 27 | Маркушин Василий Петрович           | 18.09.1934 — 26.01.2015 | Горнорабочий очистного забоя шахты № 1 «Юнь-Яга» комбината «Воркутауголь» Министерства угольной промышленности СССР, Коми АССР | 30.03.1971      | углепром        | *Саратовская область   | [ ГС 27 ] |
| 28 | Мартынов Павел Ефимович             | 06.08.1922 — 08.06.1998 | Директор шахты № 32 комбината «Воркутауголь» Министерства угольной промышленности СССР, Коми АССР | 30.03.1971      | углепром        | *Пензенская область    | [ ГС 28 ] |
| 29 | Мёдов Константин Иванович           | 08.06.1926 — 1989       | Бригадир проходчиков горных выработок шахты № 9 комбината «Интауголь» Министерства угольной промышленности СССР, Коми АССР | 29.06.1966      | углепром        | *Кабардино-Балкария    | [ ГС 29 ] |
| 30 | Михайлов Григорий Афанасьевич       | 14.04.1925 — 27.09.1991 | Директор совхоза «Сторожевский» Корткеросского района Коми АССР | 08.04.1971      | сельхоз         | Корткеросский район    | [ ГС 30 ] |
| 31 | Мишарин Алексей Иванович            | 16.03.1903 — 18.08.1977 | Заведующий хирургическим отделением республиканской больницы, гор. Сыктывкар Коми АССР | 28.04.1966      | здравоохранение | Корткеросский район    | [ ГС 31 ] |
| 32 | Моисеев Геннадий Васильевич         | 17.06.1937 — 09.09.2011 | Бригадир проходчиков шахтостроительного управления № 1 комбината «Печоршахтострой», гор. Воркуты, Коми АССР | 11.08.1966      | строительство   | *Архангельская область | [ ГС 32 ] |
| 33 | Мякуш Ярослав-Стах Антонович        | род. 04.03.1938         | Бригадир комплексной бригады специализированного управления земляных работ № 4 сварочно-монтажного треста Министерства строительства предприятий нефтяной и газовой промышленности СССР, Коми АССР                                                   | 02.03.1981      | строительство   | *Львовская область     | [ ГС 33 ] |
| 34 | Новиков Владимир Ильич              | 1926—1994               | Старший оператор Ухтинского нефтеперерабатывающего завода Министерства нефтеперерабатывающей и нефтехимической промышленности СССР, Коми АССР | 20.04.1971      | нефтехимпром    | *Воронежская область   | [ ГС 34 ] |
| 35 | Плешев Александр Николаевич         | 20.07.1933 — 15.09.2002 | Тракторист совхоза «Сысольский» Сысольского района Коми АССР | 11.12.1973      | сельхоз         | Сысольский район       | [ ГС 35 ] |
| 36 | Потапов Анатолий Павлович           | 16.04.1938 — 29.06.1996 | Начальник участка № 7 по добыче угля шахты «Воргашорская» производственного объединения «Воркутауголь» Министерства угольной промышленности СССР, Коми АССР                                                                                          | 20.02.1987      | углепром        | *Тульская область      | [ ГС 36 ] |
| 37 | Прохоров Михаил Владимирович        | 16.05.1924 — 28.06.2012 | Геофизик сейсморазведочной партии Ухтинского геологического управления Министерства геологии РСФСР, Коми АССР | 04.07.1966      | геология        | *Башкортостан          | [ ГС 37 ] |
| 38 | Пяткова Анна Васильевна             | 09.09.1925 — 03.01.2016 | Доярка совхоза «Зеленецкий» Сыктывдинского района Коми АССР | 06.09.1973      | сельхоз         | Сыктывдинский район    | [ ГС 38 ] |
| 39 | Сахаров Анатолий Михайлович         | 04.01.1931 — 23.12.2021 | Бригадир проходчиков шахты «Воргашорская» производственного объединения «Воркутауголь» Министерства угольной промышленности СССР, Коми АССР | 03.03.1980      | углепром        | *Тульская область      | [ ГС 39 ] |
| 40 | Семёнов Иван Семёнович              | 08.03.1927 — 12.12.2004 | Старший машинист паровозного депо Воркута Печорской железной дороги, Коми АССР | 01.08.1959      | транспорт       | *Могилёвская область   | [ ГС 40 ] |
| 41 | Сидоров Иван Фёдорович              | 14.09.1918 — 04.11.1991 | Начальник лесопункта Усть-Вымского леспромхоза, Коми АССР | 05.10.1957      | леспром         | Сыктывдинский район    | [ ГС 41 ] |
| 42 | Ситкарёв Иван Николаевич            | 10.11.1931 — 03.07.2017 | Вальщик леса Корткеросской сплавной конторы Всесоюзного лесопромышленного объединения «Комилеспром» Министерства лесной, целлюлозно-бумажной и деревообрабатывающей промышленности СССР, Коми АССР                                                   | 19.03.1981      | леспром         | Коми                   | [ ГС 42 ] |
| 43 | Смирнов Пётр Петрович               | 10.08.1935 — 19.06.2022 | Машинист картоноделательной машины производственного объединения «Сыктывкарский лесопромышленный комплекс имени Ленинского комсомола» Министерства лесной, целлюлозно-бумажной и деревообрабатывающей промышленности СССР, Эжвинский район Коми АССР | 04.05.1985      | леспром         | *Тверская область      | [ ГС 43 ] |
| 44 | Смолев Василий Фёдорович            | 21.12.1919 — 23.08.1988 | Моторист бензопилы Ношульского лестранхоза Прилузского района Коми АССР | 05.10.1957      | леспром         | Прилузский район       | [ ГС 44 ] |
| 45 | Сорочинский Иван Игнатьевич         | 01.10.1931 — 10.05.2001 | Бригадир горнорабочих очистного забоя шахты «Октябрьская» производственного объединения «Воркутауголь» Министерства угольной промышленности СССР, Коми АССР                                                                                          | 29.12.1973      | углепром        | *Ровненская область    | [ ГС 45 ] |
| 46 | Терентьев Алексей Иванович          | 30.03.1928 — 21.01.2003 | Шофёр лесовозного автомобиля Ухтинского леспромхоза комбината «Печоралес» Министерства лесной, целлюлозно-бумажной и деревообрабатывающей промышленности СССР, Коми АССР                                                                             | 28.04.1966      | леспром         | Сосногорский район     | [ ГС 46 ] |
| 47 | Тимушева (Попова) Клавдия Фёдоровна | 10.03.1930 — 16.11.1982 | Трактористка Пруптского леспромхоза Усть-Куломского района Коми АССР | 07.03.1960      | леспром         | Усть-Куломский район   | [ ГС 47 ] |
| 48 | Турубанов Яков Викентьевич          | 09.05.1900 — 14.09.1970 | Начальник лесопункта Заозерского леспромхоза Коми АССР | 05.10.1957      | леспром         | Койгородский район     | [ ГС 48 ] |
| 49 | Турышев Иван Павлович               | 07.09.1931 — 05.01.2014 | Машинист тепловоза Койгородского леспромхоза Министерства лесной, целлюлозно-бумажной и деревообрабатывающей промышленности СССР, Коми АССР | 17.09.1966      | транспорт       | Койгородский район     | [ ГС 49 ] |
| 50 | Ульныров Владимир Васильевич        | 12.07.1924 — 10.05.2000 | Буровой мастер конторы бурения № 2 треста «Войвожнефтегазразведка» Коми совнархоза | 19.03.1959      | геология        | Усть-Куломский район   | [ ГС 50 ] |
| 51 | Филиппов Дмитрий Тимофеевич         | 15.11.1930 — 20.08.2017 | Машинист горного комбайна шахты № 1 «Капитальная» треста «Востокуголь» комбината «Воркутауголь» Министерства угольной промышленности СССР, Коми АССР                                                                                                 | 29.06.1966      | углепром        | Усинский район         | [ ГС 51 ] |
| 52 | Чепурных Николай Иванович           | род. 20.10.1940         | Бригадир монтёров пути строительно-монтажного поезда № 234 управления строительства «Печорстрой» Министерства транспортного строительства СССР, Коми АССР                                                                                            | 19.03.1981      | строительство   | *Белгородская область  | [ ГС 52 ] |
| 53 | Чернов Александр Александрович      | 23.07.1877 — 23.01.1963 | Заведующий сектором геологии Института геологии Коми филиала Академии наук СССР, гор. Сыктывкар | 23.07.1957      | наука           | *Пермский край         | [ ГС 53 ] |
| 54 | Швейкин Алексей Фёдорович           | 02.04.1933 — 18.02.2016 | Горнорабочий очистного забоя шахты № 11—12 комбината «Интауголь» Министерства угольной промышленности СССР, Коми АССР | 30.03.1971      | углепром        | *Рязанская область     | [ ГС 54 ] |
| 55 | Шешуков Виссарион Ильич             | 24.03.1930 — 21.04.2006 | Вальщик леса Помоздинского леспромхоза Министерства лесной и деревообрабатывающей промышленности СССР, Усть-Куломский район Коми АССР | 07.05.1971      | леспром         | Усть-Куломский район   | [ ГС 55 ] |
| 56 | Шишкин Виталий Евгеньевич           | 07.01.1923 — 15.06.1997 | Бывший директор совхоза «Сыктывкарский» Сыктывдинского района Коми АССР | 22.03.1966      | сельхоз         | Сысольский район       | [ ГС 56 ] |
| 57 | Якимов Александр Пантелеймонович    | 1924—1983               | Начальник Нижнеодесского управления буровых работ объединения «Коминефть» Министерства нефтяной промышленности СССР, Коми АССР | 30.03.1971      | нефтепром       | *Архангельская область | [ ГС 57 ] |

## Уроженцы Коми, удостоенные звания Героя Социалистического Труда в других регионах СССР
| № | Фамилия, имя, отчество         | Даты жизни              | Деятельность | Дата присвоения | Отрасль        | Место рождения       | ГС       |
| - | ------------------------------ | ----------------------- | --- | --------------- | -------------- | -------------------- | -------- |
| 1 | Малышев Вячеслав Александрович | 16.12.1902 — 20.02.1957 | Заместитель Председателя Совета Народных Комиссаров СССР, Народный Комиссар танковой промышленности СССР, генерал-лейтенант инженерно-танковой службы, гор. Москва | 05.08.1944      | оборонпром     | Сыктывкар            | [ ГС 1 ] |
| 2 | Старовский Владимир Никонович  | 03.05.1905 — 20.10.1975 | Начальник Центрального статистического управления при Совете Министров СССР, гор. Москва                                                                           | 30.04.1975      | госуправление  | Усть-Куломский район | [ ГС 2 ] |
| 3 | Юхнин Евгений Иванович         | 19.02.1912 — 07.03.1999 | Бывший начальник и главный конструктор Центрального морского конструкторского бюро «Алмаз» Министерства судостроительной промышленности СССР, гор. Ленинград       | 07.07.1983      | машиностроение | Прилузский район     | [ ГС 3 ] |

## Герои Социалистического Труда, прибывшие в Коми на постоянное проживание из других регионов
| № | Фамилия, имя, отчество           | Даты жизни  | Деятельность                                                                | Дата присвоения | Отрасль | Место проживания | ГС       |
| - | -------------------------------- | ----------- | --------------------------------------------------------------------------- | --------------- | ------- | ---------------- | -------- |
| 1 | Давыдова (Шкурат) Вера Ефремовна | 1927 — ???? | Звеньевая колхоза имени Луначарского Краснопольского района Сумской области | 16.02.1948      | сельхоз | Сысольский район | [ ГС 1 ] |